# Новоатьяловське сільське поселення
Новоатья́ловське сільське поселення (рос. Новоатьяловское сельское поселение) — муніципальне утворення у складі Ялуторовського району Тюменської області, Росія.
Адміністративний центр та єдиний населений пункт — село Новоатьялово.

## Населення
Населення — 818 осіб (2020; 847 у 2018, 812 у 2010, 900 у 2002).